# Erbunwürdigkeit
Mit der Erbunwürdigkeit (sowohl bei der gesetzlichen als auch bei der gewillkürten Erbfolge) soll festgestellt werden, dass eine bestimmte Person nicht das Recht hat, zu erben. Die Einzelheiten hierzu sind in den §§ 2339 ff. BGB geregelt.
Den Antrag kann jeder stellen, dem der Wegfall dieser Person als Erben zugutekäme, also derjenige, der in der (gesetzlichen) Erbfolge nachrückt oder dessen Erbteil durch den Wegfall des Erbunwürdigen größer wird.

## Anfechtungsklage und Anfechtungsfrist
Die Anfechtung kann nur im Wege der Gestaltungsklage durch Anfechtungsklage (oder Widerklage) beim Amts- bzw. Landgericht (je nach Streitwert) erfolgen, also nicht durch bloße Anfechtungserklärung. Eine einredeweise Geltendmachung der Erbunwürdigkeit ist ebenso ausgeschlossen wie eine Inzidentfeststellung im Erbscheinsverfahren. 
Die Anfechtungsfrist beträgt ein Jahr ab Kenntnis des Anfechtungsgrundes, längstens 30 Jahre nach dem Erbfall. Die Anfechtung ist allerdings ausgeschlossen, wenn der Erblasser selbst dem Erbunwürdigen verziehen hat (§ 2343 BGB).

## Auswirkungen auf Pflichtteil und Vermächtnis
Eine Person, die erbunwürdig ist, ist zugleich nicht berechtigt, einen Pflichtteil oder ein Vermächtnis entgegenzunehmen, vgl. § 2345 BGB.

## Gründe für die Erbunwürdigkeit
- Vorsätzliche (und rechtswidrige) Tötung des Erblassers (oder Versuch der Tötung) mit Ausnahme der Tötung auf Verlangen[1]
- Versetzen des Erblassers in einen Zustand, der ihm das Erstellen eines Testamentes (oder dessen Änderung oder Widerruf) unmöglich machte
- Arglistige Täuschung oder Drohung haben den Erblasser dazu geführt, ein Testament zu erstellen oder aufzuheben
- Testamentsfälschung

Im Zustand der Deliktsunfähigkeit (§ 827 BGB) begangene Taten rechtfertigen keine Erbunwürdigkeit. Eine eingehende Konkretisierung der gesetzlichen Erbunwürdigkeitsgründe erfolgte durch die Rechtsprechung.

## Österreich
In Österreich wird die Erbunwürdigkeit im II. Teil des achten Hauptstückes des Allgemeinen bürgerlichen Gesetzbuches geregelt. Demnach ist erbunwürdig
- wer gegen den Verstorbenen oder die Verlassenschaft eine vorsätzliche Straftat, die mit mehr als einjähriger Freiheitsstrafe bedroht ist, begangen hat (§ 539 ABGB)
- wer absichtlich die Verwirklichung des wahren letzten Willens des Verstorbenen vereitelt oder zu vereiteln versucht hat (§ 540 ABGB)
- wer gegen den Ehegatten, eingetragenen Partner oder Lebensgefährten des Verstorbenen oder gegen dessen Verwandte in gerader Linie eine vorsätzliche Straftat, die mit mehr als einjähriger Freiheitsstrafe bedroht ist, begangen hat (§ 541 ABGB)
- wer dem Verstorbenen in verwerflicher Weise schweres seelisches Leid zugefügt hat (§ 541 ABGB) oder
- wer sonst gegenüber dem Verstorbenen seine Pflichten aus dem Rechtsverhältnis zwischen Eltern und Kindern gröblich vernachlässigt hat (§ 541 ABGB)

und der Verstorbene keine Verzeihung zu erkennen gegeben hat.
Bei gesetzlicher Erbfolge treten die Nachkommen der erbunwürdigen Person an deren Stelle. (§ 542 ABGB - Eintrittsrecht der Nachkommen)